# Riserve sud-orientali della foresta atlantica
Le Riserve sud-orientali della foresta atlantica sono un insieme di 25 aree protette che si trovano negli stati brasiliani di Paraná e São Paulo; esse contengono flora e fauna tipiche della foresta atlantica brasiliana, conosciuta col nome di Mata Atlantica.
Le riserve si sviluppano su di un'area di 470.000 ettari e comprendono paesaggi di grande bellezza, andando dalle montagne alle zone umide, alle isole ricoperte di vette isolate e dune sabbiose.
Nel 1999 le riserve sud-orientali della foresta atlantica sono state inserite nell'elenco dei Patrimoni dell'umanità dell'UNESCO.